# Autoroute Express
Autoroute Express est une série télévisée humoristique courte de 48 épisodes de 3 à 6 minutes créée et réalisée par Florian Hessique et produite par FH Prod. La série a été diffusée de 2010 à 2013 sur plusieurs chaines locales et régionales de la TNT, sur BDM TV, et rediffusée depuis septembre 2014 sur MCE TV (Ma Chaine Étudiante).
La série est composée de 3 saisons.

## Synopsis
Autoroute Express met en scène les aventures de deux jeunes pompistes Sébastien (Florian Hessique) et Nicolas (Camille Bessiere-Mithra) travaillant dans une station-service bas de gamme. Fainéants, dragueurs et incompétents, Sébastien le beau-gosse intrépide de la série entraînera régulièrement son camarade dans des situations cocasses.

## Distribution
- Florian Hessique : Sébastien
- Camille Bessiere-Mithra : Nicolas
- Serge Dupire (saison 1) : Directeur de la station service
- Jean-François Malet (saison 2 et 3) : Directeur de la station service
- Laurent Petitguillaume : Le gendarme
- Alexandre Debanne : Le père de Sébastien
- Alexis Desseaux : Le père de Nicolas
- Delphine Depardieu (saison 2) : Huissier
- Franck Borde (saison 2) : Ludovic
- Priscilla Betti (saison 3) : Elle-même
- Michael Jones (saison 2) : Un client anglais
- Shaya Lelouch (saison 2) : Petite amie de Sébastien
- Diana Jones

## Scénariste
- Florian Hessique

## Épisodes
- Saison 1 : 15 épisodes
- Saison 2 : 15 épisodes
- Saison 3 : 18 épisodes

## Adaptation cinématographique
Le film Le Casse des casses est une adaptation de la série sur grand écran sorti le 5 février 2014 en France.